# Senven-Léhart
Senven-Léhart is een gemeente in het Franse departement Côtes-d'Armor (regio Bretagne) en telt 241 inwoners (2004). De plaats maakt deel uit van het arrondissement Guingamp.

## Geografie
De oppervlakte van Senven-Léhart bedraagt 12,7 km², de bevolkingsdichtheid is 19,0 inwoners per km².
De onderstaande kaart toont de ligging van Senven-Léhart met de belangrijkste infrastructuur en aangrenzende gemeenten.

## Demografie
Onderstaande figuur toont het verloop van het inwonertal (bron: INSEE-tellingen).

1. ↑  Populations de référence 2022.